# Vallées de l'Eisch et de Clairefontaine
Vallées de l'Eisch et de Clairefontaine este o arie protejată (arie specială de conservare — SAC, sit de importanță comunitară — SCI, arie de protecție specială avifaunistică — SPA) din Belgia întinsă pe o suprafață de 167,95 ha, integral pe uscat.

## Localizare
Centrul sitului Vallées de l'Eisch et de Clairefontaine este situat la coordonatele 49°40′06″N 5°52′40″E / 49.668425°N 5.877856°E.

## Înființare
Situl Vallées de l'Eisch et de Clairefontaine a fost declarat arie de protecție specială avifaunistică în ianuarie 2014 pentru a proteja 5 specii de animale. Alte tipuri de protecție:
- sit de importanță comunitară (în octombrie 2002)
- arie specială de conservare (în ianuarie 2014)[1][3][4]

## Biodiversitate
Situată în ecoregiunea continentală, aria protejată conține 6 habitate naturale: Cursuri de apă de la nivel de câmpie la nivel montan, cu vegetație Ranunculion fluitantis și Callitricho-Batrachion, Pajiști calcaroase din nisipuri xerice, Păduri de fag Luzulo-Fagetum, Păduri de fag Asperulo-Fagetum, Păduri de stejar sau de stejar și carpen sub-atlantice și medio-europene de Carpinion betuli, Păduri aluvionare cu Alnus glutinosa și Fraxinus excelsior (Alno-Padion, Alnion incanae, Salicion albae).
La baza desemnării sitului se află mai multe specii protejate:
- păsări (3): pescăruș albastru (Alcedo atthis), ciocănitoarea de stejar (Dendrocopos medius), ciocănitoare neagră (Dryocopus martius)
- mamifere (2): liliac cărămiziu (Myotis emarginatus), liliac comun (Myotis myotis)

Pe lângă speciile protejate, pe teritoriul sitului au mai fost identificate 6 specii de mamifere, 1 specie de reptile.